# Jackson Mirich
Jackson Mirich (23 de febrero de 2001) es un deportista estadounidense que compite en tiro con arco, en la modalidad de arco recurvo. En los Juegos Panamericanos de 2023 obtuvo dos medallas de oro, en la prueba individual y por equipo.

## Palmarés internacional
| Juegos Panamericanos | Juegos Panamericanos | Juegos Panamericanos | Juegos Panamericanos |
| Año                  | Lugar                | Medalla              | Prueba               |
| -------------------- | -------------------- | -------------------- | -------------------- |
| 2023                 | Santiago (Chile)     | Medalla de oro       | Individual           |
| 2023                 | Santiago (Chile)     | Medalla de oro       | Equipo               |